# Musseque

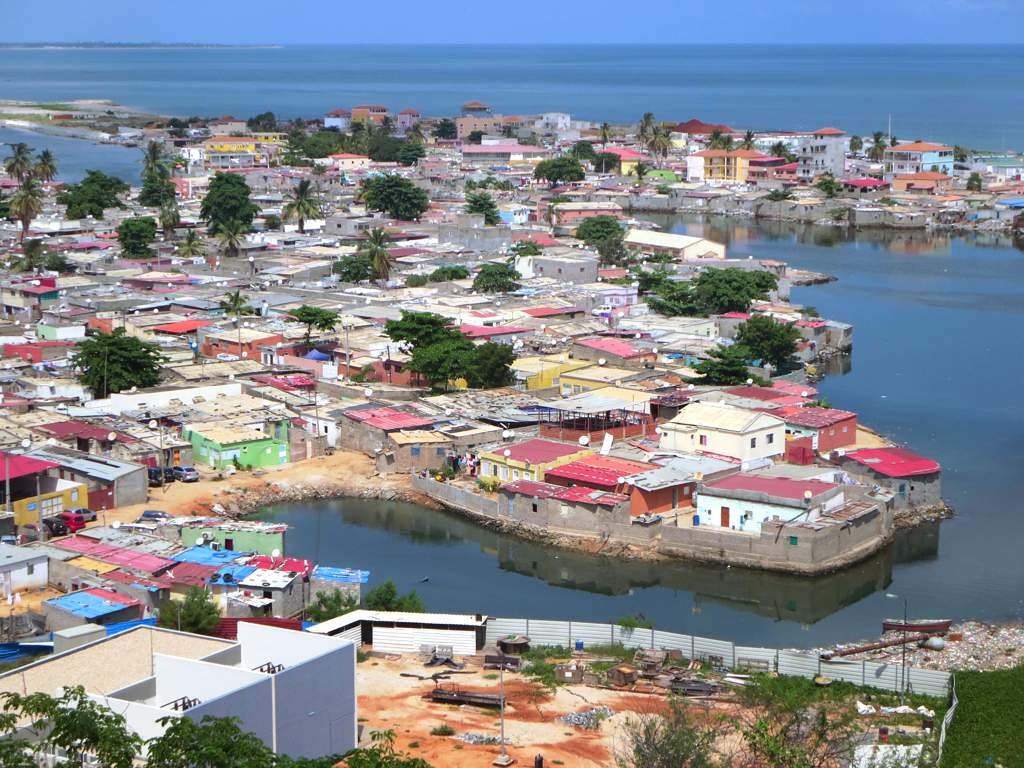
litoral de Musseque

Les musseques sont les bidonvilles de Luanda, capitale de l'Angola, en Afrique australe. Il s'agit d'un vocable d'origine kimbundu signifiant « quartier rouge » en raison de la couleur de la terre utilisée pour construire les habitations.
Socialement équivalents aux favelas brésiliennes, les musseques se caractérisent par leur urbanisation anarchique, des constructions parfois en dur mais le plus souvent en matériaux légers (pisé) et sans fondations, des voies de circulation étroites et irrégulières dépourvues de revêtement, et des infrastructures sanitaires (tout-à-l'égout, eau courante, électricité) inexistantes.
L'absence de statistiques fines concernant la démographie luandaise interdit de quantifier précisément la population des musseques, le chiffre généralement avancé évaluant aux trois quarts la population de la capitale angolaise habitant dans ces quartiers, soit, au bas mot, quatre millions de personnes. Il s'agit historiquement de réfugiés de la guerre civile, qui s'est prolongée en trois phases de 1975 à 2002, auxquels sont venus se joindre des populations immigrées en Angola à la faveur du boom pétrolier des années 2000.
Le coût de la vie et le prix des logements ayant explosé au XXIe siècle à Luanda pour atteindre des niveaux comparables aux métropoles occidentales les plus dispendieuses, une fraction importante de travailleurs pauvres socialement intégrés et occupant des emplois parfois solides se trouve rejetée dans ces faubourgs en marge des quartiers urbanisés de la capitale angolaise faute de pouvoir s’offrir des logements « dans l'asphalte ».